# Ballymena (distrikt)
Ballymena var ett distrikt i Nordirland. Huvudort var Ballymena. Distriktet låg i det traditionella grevskapet Antrim.
I samband med en distriktsreform i Nordirland 1 april 2015 slogs distrikten Ballymena, Carrickfergus och Larne samman till distriktet  Mid and East Antrim. 